# Aleksandar Vezenkov
Aleksandar "Aleks" Vezenkov (Nicósia, 6 de agosto de 1995) (grafia alternativa: Alexander "Alex" Vezenkof) (búlgaro: Александър "Алекс" Везенков) comumente conhecido como Sasha Vezenkov (búlgaro: Саша Везенков), é um basquetebolista profissional cipriota naturalizado búlgaro que atualmente joga pelo Olympiacos que disputa da GBL (Grécia) e a Euroliga. Ele possui 2,06 m de altura e pesa 102 kg e joga na posição ala-pivô. Vezenkov nasceu no Chipre e foi criado em comunidades gregas no Chipre e na Grécia. No entanto devido à sua ascendência búlgara ele possui cidadania deste país e optou escolher representar a seleção búlgara.

## Início da carreira
Considerado um dos melhores jogadores da sua faixa etária na Europa, Vezenkov começou a jogar basquete no Chipre em 2005 nas categorias de base do APOEL Nicosia. Em 2009 mudou-se para a Grécia onde foi jogar na equipe juvenil do Aris Salônica até 2011 quando ele foi promovido à equipe principal. Ele foi treinado por vários anos no Nick Galis Hall, localizado perto do centro de Salónica na Grécia.
Em 16 de Maio de 2013 Vezenkov foi convidado para jogar na NCAA na Big East Conference pela Universidade Xavier, com o Xavier Mosqueteiros. No entanto ele decidiu ficar na Grécia.

## Carreira profissional
Vezenkov começou sua carreira profissional na equipe do Aris no Campeonato grego em 2011, jogando em 10 jogos, com uma média de 2,5 minutos em quadra. Na temporada 2012-13, ele apareceu em 21 jogos, média de 3,9 pontos e 2,5 rebotes por jogo. Ele foi nomeado o Melhor Jogador Jovem em 2013 do Campeonato Grego.
Em agosto de 2013 teve seu contrato com o Aris renovado por mais 3 anos. Na temporada seguinte ele tornou-se titular na equipe aparecendo em 26 jogos e obtendo médias de 11,1 pontos, 5,8 rebotes, 2,1 assistências e de 0,9 roubos de bola por jogo. Ele foi nomeado o Melhor Jogador Jovem do Campeonato Grego novamente em 2014. No clássico local contra os rivais do PAOK durante a temporada 2014-15, Vezenkov alcançou elevadas médias com 29 pontos e 14 rebotes respectivamente. No total, ele disputou 37 jogos durante a Temporada 2014-15 com média de 16,8 pontos, 7.3 rebotes e 1,6 assistências por jogo. Durante 26 jogos na temporada regular Vezenkov liderou a liga em total de pontos marcados com 469 pontos, e ficou em segundo lugar no total de rebotes com 201. Ele também foi nomeado o MVP da liga e o Melhor Jogador Jovem da temporada. Vezenkov tinha planejado colocar seu nome como concorrente ao Draft da NBA de 2015, mas depois retirou seu nome antes do prazo que foi estabelecido para os jogadores internacionais em junho.
Em 31 de julho de 2015 Vezenkov assinou um contrato de quatro anos com o valor de €2 milhões, com o FC Barcelona.  sendo que o clube catalão ainda pagou o valor de € 315 000 de rescisão do atleta com o Aris. O contrato de Vezenkov com o FC Barcelona também incluiu uma opção de compra de ações para a NBA, no montante de € 1 milhão de euros. O também espanhol Valencia Basket e o clube Panathinaikos, também estavam interessados em assinar contrato com Vezenkov.

## Seleção Búlgara
Vezenkov tem sido regularmente convocado para a seleção búlgara. Defendendo as categorias de base da Bulgária, ele disputou os seguintes torneios: os Europeus Sub 16 de 2010 e 2011,o Europeu Sub 18 em 2012 e 2013 e a Divisão B do Europeu Sub 20 em 2012.
Ele obteve o prêmio de cestinha no Europeu sub-18 com uma média de 22,4 pontos por jogo. Ele também liderou a pontuação do Europeu Sub 20 de  2014 na pontuação com média de 19,3 pontos por jogo, e rebotes, com média de 11,2 rebotes por jogo. Ele também foi escolhido para o time ideal do torneio.
Vezenkov também representou a seleção búlgara no torneio de qualificação para FIBA EuroBasket de 2015 com uma média de 17,3 pontos por jogo, e sendo também o de maior pontuação do jogador para a equipe em 5 de seus 6 jogos, bem como o cestinha da equipe na competição.

## Prêmios e conquistas

### Carreira profissional
- 3x Melhor Jogador Jovem no Campeonato Grego: (2013, 2014, 2015)
- Cestinha do Campeonato Grego (2015)
- MVP do Campeonato Grego: (2015)
- Campeão da Supercopa da Espanha: (2015)

### Seleção búlgara
- Melhor Defensor do FIBA Europa sub-16 2011
- Cestinha do FIBA Europa sub-18 2013
- Melhor Defensor do FIBA Europa sub-20 de 2014
- Selecionado para a Equipe Ideal do FIBA Europa sub-20 de 2014

### Individual
- 2x Melhor Jogador Jovem de Basquete da Bulgária: 2013-14, 2014-15[29]
- 2º Lugar no Viasport.bg "Melhor Jovem Desportista da Bulgária": 2014[30]
- MVP da temporada regular da Euroliga 2022-23[31]

## Vida pessoal
Vezenkov é o filho de Ianka Vezenkova (nascida Gerginova) e Sachko "Sasho" Vezenkov, que atuou como gerente e diretor de esportes do Lukoil Academic. Sashko é também um ex-jogador de basquete que disputou o EuroBasket De 1985, EuroBasket de 1989 e o EuroBasket 1991. Sashko foi também o capitão da seleção búlgara de basquete. Sashko mudou-se para Chipre onde jogou e treinou na Liga Cipriota por muitos anos.
Michaela Vezenkova, irmã de Vezenkov jogou basquete universitário na UNC Wilmington, e também jogou profissionalmente no Liga Cipriota Feminina. Vezenkova decidiu representar a Seleção Cipriota Feminina em vez de Bulgária, sendo que tornou-se capitã da seleção do país.
Enquanto vivia na Grécia em sua juventude Vezenkov frequentou escolas gregas sendo fluente em grego e búlgaro.
Vezenkov recebeu oficialmente a cidadania grega em 30 de dezembro de 2015 sob o nome oficial de Alexander "Alex" Vezenkof (grego: Αλεξάντερ "Αλέξ" Βεζένκοφ), com o seu nome comum em grego Sasha Vezenkof (grego: Σάσα Βεζένκοφ). Antes de adquirir a cidadania grega, Vezenkov declarou anteriormente que ele se sentia como um membro da sociedade grega, desde que ele nasceu e foi criado em comunidades gregas no Chipre e na Grécia.